# José Alejandro de Aycinena
El coronel José Alejandro de Aycinena y Carrillo (Santiago de los Caballeros de Guatemala, 24 de abril de 1767 - 26 de mayo de 1826) fue un abogado, político y militar guatemalteco que fungió como rector de la Real y Pontificia Universidad de San Carlos Borromeo, alcalde de la Nueva Guatemala de la Asunción e intendente de San Salvador (de 1811 a 1812).  Hijo del marqués de Aycinena, Juan Fermín de Aycinena e Irigoyen,  perteneció al grupo conservador más influyente en la política centroamericana de la primera mitad del siglo xix.

## Reseña biográfica
Hijo de la primera esposa de Juan Fermín de Aycinena, se graduó de bachiller en Artes, Teología y Derecho y luego de Dr. en Leyes y abogado en la Real y Pontificia Universidad de San Carlos de Borromeo; posteriormente fue catedrático y rector de la misma.  Después fue alcalde de la Nueva Guatemala de la Asunción, abogado de la Real Audiencia, director de la Sociedad Económica de Amigos de la Patria y Consiliario del Ilustre Colegio de Letrados.

### Carrera política

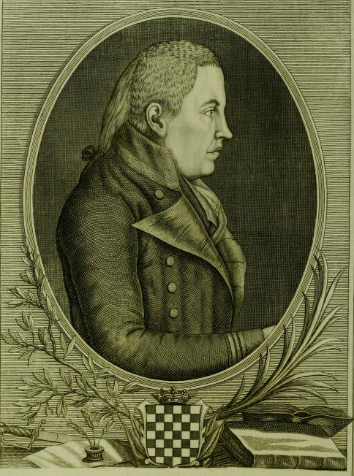
Retrato de Aycinena y Carrillo en 1812.

En 1809, fue el ganador de los sorteos en los ayuntamientos de las ciudades de la Nueva Guatemala de la Asunción y San Salvador, esto dentro de la selección del diputado ante la Junta Suprema Central (que se había hecho cargo del gobierno español por la guerra contra los franceses, y por el aprisionamiento por parte de estos de la familia real española). Iría al sorteo definitivo, que se realizó en marzo de 1810 en la ciudad de Guatemala; en la que ganaría Bernardo Pavón, que no pudo realizar el viaje a España porque la Junta Suprema fue sustuida por el Consejo de Regencia.
Cuando llegó el capitán general José de Bustamante y Guerra a la Ciudad de Guatemala en marzo de 1811, su amigo José María Peinado pronunció el discurso de bienvenida y organizó la fiesta de recepción junto con Aycinena y Carrillo.
Para 1810, la defensa del Imperio Español estaba en manos de los criollos americanos, que tenían fuertes lazos de unión con la península ibérica; en Centroamérica, en el año de 1811, Aycinena junto con José María Peinado, fueron comisionados por el gobierno guatemalteco para ir a la Intendencia de San Salvador para detener el movimiento independentista iniciado en su cabecera; lo cual realizaron eficaz y pacificamente, sorprendiendo incluso al capitán general José de Bustamante y Guerra (representante del absolutismo de Fernando VII en Centroamérica).
Entre 1811 y 1816, Aycinena y Carrillo inició una poderosa carrera política que le permitió ahogar las intenciones de los criollos liberales centroamericanos gracias a sus influencias en España, mientras que varios representantes del Clan Aycinena se hicieron con el poder en las intendencias de Centroamérica: El mismo Aycinena y Carrillo asumió la Intendencia de San Salvador en 1811, al mismo tiempo que José Piñol y Muñoz se hacía cargo de la Intendencia de Comayagua y el teniente coronel Juan Nepomuceno Batres era nombrado Intendencia de Ciudad Real de Chiapas.
El 28 de noviembre de 1811 llegó al pueblo de Santa Ana, donde escribió una carta al capitán general; y el 3 de diciembre, llegó a la ciudad de San Salvador donde entabló negociaciones con los sublevados y asumió el gobierno como intendente de esa provincia.
En mayo de 1812 fue designado como consejero de estado  por lo que dejaría su cargo como intendente, y en septiembre partiría hacía España; donde además sería condecorado con la Orden de Isabel la Católica. Posteriormente obtendría varios títulos: profesor sobresaliente de la Sociedad patriótica de La Habana, capitán general de la isla de Cuba, miembro de la Sociedad económica de Madrid, y primer vocal del almirantazgo. Fallecería el 26 de mayo de 1826, para entonces había sido propuesto para promoverlo al rango de brigadier.